# Кьонигсфелден
Кьонигсфелден (на немски: Königsfelden; Kloster Königsfelden) е музей в кантон Ааргау в Северна Швейцария.
Отначало е манастир на кларисите и францисканците при Виндиш, става резиденция на местния управител, после психиатрична болница.

## История
Манастирът е основан от Хабсбургите през 1308 г. Кралица Елизабета Тиролска (1262–1313), вдовицата на римско-немския крал Албрехт I Хабсбургски, построява на мястото, където е убит нейния съпруг на 1 май 1308 г., манастира Кьонигсфелден, където по-късно е погребана. Нейната дъщеря Агнеса Унгарска (1281–1364), вдовицата на умрелия през 1301 г. унгарски крал Андраш III, строи манастирската църква в Кьонигсфелден и живее от 1317 г. в Кьонигсфелден, където умира на 11 юни 1364 г. В манастира са погребани много представители на династията на Хабсбургите.
По време на Протестантската реформация в Швейцария е отнет от църквата през 1528 г. Оттогава служи за резиденция на управителите на Берн. Използван е за психиатрична болница от 1868 г. и за музей от 2009 г.